# Carl Schuh
Carl Schuh (geb. 29. Dezember 1806 in Berlin, gest. 5. Juni 1863 in Wien) war ein österreichischer Fotograf und Naturforscher.

## Leben
Carl Schuh war der Sohn eines Schneidermeisters. Um das Jahr 1840 herum zog Schuh von Berlin nach Wien um, wo er im Jahr 1841, also nur zwei Jahre nach Bekanntwerden der Erfindung Louis Daguerres, das wahrscheinlich erste Atelier für Daguerreotypie in Österreich gründete und bis zum Jahr 1844 betrieb. Zusammen mit Andreas von Ettingshausen, Josef Maximilian Petzval, Joseph Berres, Peter Wilhelm Friedrich von Voigtländer, Anton Georg Martin und anderen begründete er 1840 die „Fürstenhofrunde“, einen Gesprächskreis von Fotografie-Interessierten, der sich in seinem Atelier im „Fürstenhof“ im dritten Wiener Bezirk (Landstraße) traf. Bei diesen Treffen von Wissenschaftlern und Amateuren wurden unter anderem fotografische Versuche besprochen und Arbeitsproben gezeigt. 
Schuh wurde – außer als Daguerreotypist – auch durch öffentliche Vorstellungen bekannt, bei denen er einem breiten Publikum mehr als 1500 botanische und geologische Proben mit Hilfe des Gasmikroskops zur Anschauung brachte.
1842 wurde Schuh Mitglied des Niederösterreichischen Gewerbevereins, 1846 Sekretär-Stellvertreter von dessen Abteilung für Physik, wo er auch den ersten galvanoplastisch erzeugten Abzug einer vergoldeten Daguerreotypie vorführte. Später gründete er in der Nähe des Wiener Südbahnhofs eine Fabrik für Galvanoplastik. 
1849 heiratete Schuh die Botanikerin Hermine (Ottone) von Reichenbach (* 5. September 1819; † 28. Oktober 1902), eine Tochter des Naturforschers Karl Freiherr von Reichenbach.
Bereits 1863, im Alter von 56 Jahren, starb Schuh in Wien.